# Destacar
Destacar is een monotypisch geslacht van tweekleppigen uit de  familie van de Arcidae (arkschelpen).

## Soort
- Destacar metella (Hedley, 1917)